# Journal of the ACM
Das Journal of the ACM (JACM) ist eine wissenschaftliche Fachzeitschrift, die sechsmal jährlich von der Association for Computing Machinery (ACM) herausgegeben wird. Sie deckt weite Teile der Informatik ab. Derzeitige Chefredakteurin ist Éva Tardos.
Die Zeitschrift wurde erstmals im Jahr 1954 herausgegeben und ist neben Communications of the ACM eine der Hauptpublikationen der ACM. Die veröffentlichten Artikel unterlaufen einem Peer-Review. Im Jahr 2006 betrug der Impact Factor 2,917.